# Nagibni vlak
Nagibni vlak (ang. tilting train) je vlak (skoraj vedno potniški), ki ima mehanizem za nagibanje. Tako lahko potuje hitreje, ker gre lahko z večjo hitrostjo skozi ovinke. Prvi nagibni vlak je bil japonski 381, ki je vstopil v uporabo leta 1973. Nagibni vlaki se uporabljajo tako na običajnih, kot tudi hitrih železnicah. Na ravnih železnicah sicer nagibni vlaki nimajo prednosti.

## Galerija
- Serija 381 - prvi nagibni vlak na svetu
- ICE-T
- Talgo Pendular
- ETR 401
- ETR 600
- APT
- ICE TD
- SBB RABDe 500
- Talgo 350
- Švedski X2
- E5 Šinkansen